# Richard Münch (Schauspieler)
Richard Heinrich Ludwig Münch (* 10. Januar 1916 in Gießen; † 5. Juni 1987 in Málaga, Spanien) war ein deutscher Schauspieler und Hörspielsprecher.

## Leben
Richard Münch wuchs in Darmstadt als Sohn von Emma Münch, geborene Stendal, und Wilhelm Münch, einem Konfektionär, auf, wo er am Reform-Realgymnasium sein Abitur machte. Er besuchte danach die Schauspielschule an der Hochschule für Theater in Frankfurt am Main und gab an den dortigen Städtischen Bühnen 1937 sein Debüt in Gerhart Hauptmanns Hamlet in Wittenberg.
Von 1948 bis 1950 gehörte er zum Ensemble der Münchner Kammerspiele, danach agierte er an den Hamburger Kammerspielen. 1953 bis 1962 wirkte er am Düsseldorfer Schauspielhaus und unter Gustaf Gründgens am Deutschen Schauspielhaus in Hamburg. Weitere Engagements folgten am Schauspielhaus Zürich, zwei Jahre am Burgtheater in Wien, danach wieder am Schauspielhaus Düsseldorf und an den Hamburger Kammerspielen sowie am Theater Das Schiff, Hamburgs Kulturdampfer an der Holzbrücke. In der ARD-Kabarettsendereihe Hallo Nachbarn, die vom 30. Oktober 1963 bis zum 11. November 1965 ausgestrahlt wurde, gehörte Richard Münch ebenso zu den Mitwirkenden, wie Dieter Hildebrandt, Wolfgang Neuss oder Werner Finck. 1970 bis zu seinem Rücktritt 1972 war er Schauspieldirektor an den Städtischen Bühnen Frankfurt. Er führte mehrmals Regie, unter anderem am 28. April 1970 am Wiener Akademietheater, bei der deutschsprachigen Erstaufführung von Marcel Achards Komödie Gugusse sowie am 27. September 1980 am Hamburger Thalia Theater, bei Carl Sternheims Komödie Der Kandidat. Er spielte vornehmlich Charakterrollen, so etwa in Wer hat Angst vor Virginia Woolf?, Faust II (unter Karlheinz Stroux 1972 in Düsseldorf), Die Plebejer proben den Aufstand und Der Vater (in Wien).
Während der fünfziger Jahre erhielt Münch einige unbedeutende Filmrollen. 1961 machte er in der Filmsatire Das Wunder des Malachias auf sich aufmerksam, wo er als Dr. Erwin Glass ein offenbar echtes Wunder bedenkenlos zu einem Wirtschaftswunder umfunktionierte. Münch erhielt 1962 dafür als bester Hauptdarsteller das Filmband in Gold sowie den Preis der deutschen Filmkritik. Bundesweit bekannt wurde Münch durch die Verkörperung des unheimlichen „Hai“-Tauchers in dem Edgar-Wallace-Film Das Gasthaus an der Themse aus dem Jahr 1962 und als FBI-Chef Mr. High in den deutschen Jerry-Cotton-Filmen der 1960er Jahre.
Eine seiner letzten Rollen hatte Münch in dem Film Das Spinnennetz von Bernhard Wicki als Baron von Köckwitz, der 1989 herauskam. Durch eine schwere Erkrankung Wickis mussten die Dreharbeiten (1986–1989) für einen längeren Zeitraum unterbrochen werden. Noch während dieser Zeit starb Münch und wurde durch Ullrich Haupt ersetzt. Wicki konnte sich beim Schneiden des Films aber nicht dazu entscheiden, auf Münchs Darstellung vollständig zu verzichten. Daher ist in einigen kurzen Einstellungen des Films auch Münch zu sehen.
Münch war auch ein vielbeschäftigter Hörspielsprecher. So wirkte er beispielsweise 1952 in der ersten Staffel von Gestatten, mein Name ist Cox (Regie: Hans Gertberg) an der Seite von Carl-Heinz Schroth mit oder 1956 als Sherlock Holmes unter Regisseur Eduard Hermann in Der Silberstrahl von Arthur Conan Doyle. Daneben veranstaltete er auch zahlreiche Dichterlesungen. Auch hatte er in den 1960ern eine halbstündige Radio-Satiresendung namens „Adrian und Alexander“, die unter anderem im WDR, NDR und SFB lief, und in welcher er den Adrian und seinen unverständliche Laute ausstoßenden Freund Alexander mimte, welchem er in satirischer Weise die aktuellen Ereignisse erklärte.
In seinem Urlaubsort in der Nähe von Málaga brach Richard Münch gegen Mitternacht des 5. Juni 1987 im Alter von 71 Jahren auf der Straße zusammen und erlag einem Herzanfall. Er war seit 1959 mit der Schauspielerin Ella Büchi verheiratet, hatte zwei Söhne, darunter Stephan aus einer ersten Ehe, und wohnte in Küsnacht. Sein Grab, wie auch das seiner Frau, befindet sich auf dem Friedhof Küsnacht-Hinterriet.

## Filmografie (Auswahl)
- 1951: Der Verlorene
- 1955: Zwei blaue Augen
- 1956: Keiner stirbt leicht (TV)
- 1957: Das Haus im Nebel (TV)
- 1958: Liebelei (TV)
- 1958: Unruhige Nacht
- 1958: Nasser Asphalt
- 1958: Dr. Crippen lebt
- 1959: Frau im besten Mannesalter
- 1959: Vergessene Gesichter (TV)
- 1959: Verbrechen nach Schulschluß
- 1959: Hunde, wollt ihr ewig leben
- 1960: Dr. Knock (TV)
- 1960: Himmel, Amor und Zwirn
- 1960: Der Tod im Apfelbaum (TV)
- 1960: Einer von sieben (TV)
- 1960: Waldhausstraße 20 (TV)
- 1961: Das Wunder des Malachias
- 1961: Bei Pichler stimmt die Kasse nicht
- 1962: Das Gasthaus an der Themse
- 1962: Annoncentheater – Ein Abendprogramm des deutschen Fernsehens im Jahre 1776 (TV)
- 1962: Der längste Tag (The Longest Day)
- 1962: Die Rote
- 1963: Der Mantel (TV)
- 1963: Der Belagerungszustand (TV)
- 1963: Mord an Bord (TV-Serie Hafenpolizei)
- 1963: Der schlechte Soldat Smith (TV)
- 1964: Der Zug (The Train)
- 1964: Totentanz (TV)
- 1964: Der Besuch (The Visit)
- 1964: Wartezimmer zum Jenseits
- 1964: Koll (TV)
- 1965: Mordnacht in Manhattan
- 1965: Das Liebeskarussell
- 1965: Schüsse aus dem Geigenkasten
- 1965: Der seidene Schuh (TV)
- 1966: Die Rechnung – eiskalt serviert
- 1966: Gern hab ich die Frauen gekillt
- 1966: Münchhausen (TV)
- 1966: Um null Uhr schnappt die Falle zu
- 1966: Hokuspokus oder: Wie lasse ich meinen Mann verschwinden…?
- 1966: In Frankfurt sind die Nächte heiß
- 1966: Pfeifen, Betten, Turteltauben (Dýmky)
- 1966: Mister Dynamit – Morgen küßt Euch der Tod
- 1967: Der Mörderclub von Brooklyn
- 1967: Heißes Pflaster Köln
- 1967: Mr. Arcularis (TV)
- 1967: Die Mission (TV)
- 1968: Prüfung eines Lehrers (TV)
- 1968: Feldwebel Schmid
- 1968: Affäre Dreyfuss (TV)
- 1969: Hôtel du commerce (TV)
- 1969: Sir Basil Zaharoff – Makler des Todes (TV)
- 1969: Die Brücke von Remagen (The Bridge at Remagen)
- 1969: Epitaph für einen König (TV)
- 1970: Dr. Meinhardts trauriges Ende (TV-Serie Der Kommissar)
- 1970: Patton – Rebell in Uniform (Patton)
- 1974: Der Scheck heiligt die Mittel (TV)
- 1974: Perahim – die zweite Chance
- 1976: Als wär’s ein Stück von mir (TV)
- 1976: Kalkutta (TV-Serie Derrick)
- 1976: Stirb! (TV-Serie Lobster)
- 1977: Gruppenbild mit Dame
- 1978: Unsere kleine Welt (TV)
- 1978: Bumerang (TV-Serie Der Alte)
- 1978: Die seltsamen Begegnungen des Prof. Tarantoga
- 1978: Die große Oper (TV-Serie Polizeiinspektion 1)
- 1979: Tödlicher Ausgang (TV)
- 1979: Der Durchdreher
- 1979: Onkel Wanja (TV)
- 1979: Revolution in Frankfurt (TV)
- 1981: Kolossale Liebe
- 1982: Unheimliche Geschichten (Fernsehserie, Folge 6) – Die fremde Macht
- 1983: Dibbegass Nummer Deckel (TV)
- 1983: Der Tote im Wagen (TV-Serie Der Alte)
- 1984: Die Friedenmacher (TV)
- 1985: Target – Zielscheibe (Target)
- 1985: Der 4 1/2 Billionen Dollar Vertrag (The Holcroft Covenant)
- 1985: Grand mit 3 Damen (TV)
- 1986: Sommer in Lesmona (TV)
- 1986: Das Totenreich (TV)
- 1986: Die Schwarzwaldklinik (TV-Serie)
- 1986: Kir Royal (TV-Serie)
- 1986: Der Charme der Bahamas (TV-Serie Derrick)
- 1986: Bluterbe (Of Pure Blood, TV)
- 1987: Schlüsselblumen (TV)
- 1987: Wer erschoss Boro? (TV-Dreiteiler)
- 1989: Das große Geheimnis (Le grand secret, TV-Sechsteiler)

## Hörspiele / Diskografie (Auswahl)
- 1950: Hier Kellermann – Regie: Detlof Krüger
- 1950: Die Rückkehr des verlorenen Sohnes – Regie: Hans Paetsch
- 1950: Die Erzählung des letzten Hirten – Regie: Gustav Burmester
- 1951: London oder das Labyrinth – Regie: Hans Gertberg
- 1951: Mordmelodie – Regie: Otto Kurth
- 1951: Lenz (nach Georg Büchner) – Regie: Gustav Burmester
- 1951: Die Schicksalsstunde – Regie: Detlof Krüger
- 1951: Träume (von Günter Eich) – Regie: Fritz Schröder-Jahn
- 1951: Die Dame ist nicht fürs Feuer – Regie: Heinrich Koch
- 1951: Der Teufel – Regie: Heinrich Koch
- 1951: Der Ruf ins Leere – Regie: Hans Lietzau
- 1951: Merlette – Regie: Kurt Reiss
- 1951: Emilia Galotti (nach Gotthold Ephraim Lessing) – Regie: Otto Kurth
- 1951: Der Held von San Isidro – Regie: Gustav Burmester
- 1951: Unser Freund Rivière – Regie: Eduard Marks
- 1951: Geschichte Gottfriedens von Berlichingen mit der eisernen Hand (nach Johann Wolfgang von Goethe) – Regie: Hans Lietzau
- 1951: Andrée und das große Schweigen – Regie: Fritz Schröder-Jahn
- 1952: Das Gericht zieht sich zur Beratung zurück; Folge: Tumult beim Fußball – Regie: Gerd Fricke
- 1952: Wanderjahre ohne Lehre – Regie: Gustav Burmester
- 1952: Gestatten, mein Name ist Cox (1. Staffel) – Regie: Hans Gertberg
- 1952: Das Geld, das auf der Straße liegt – Regie: Gustav Burmester
- 1952: Stranitzky und der Nationalheld (nach Friedrich Dürrenmatt) – Regie: Fritz Schröder-Jahn
- 1953: Das Schiff Esperanza (von Fred von Hoerschelmann) – Regie: Otto Kurth
- 1953: Doppelkonzert – Regie: Kurt Reiss
- 1953: Das Gericht zieht sich zur Beratung zurück; Folge: Der Verkehrsunfall – Regie: Gerd Fricke
- 1953: Sie klopfen noch immer – Regie: Eduard Hermann
- 1954: Gefundenes Geld – Regie: Eduard Hermann
- 1954: Das Risiko – Regie: Raoul Wolfgang Schnell
- 1954: Das ungeschriebene Gesetz – Regie: Raoul Wolfgang Schnell
- 1954: Abbé Gaston – Regie: Ludwig Cremer
- 1954: Kampf gegen den Tod – Regie: Eduard Hermann
- 1954: Zweimal Napoleon – Regie: Hermann Pfeiffer
- 1954: Der merkwürdige Fall Adolf Beck – Regie: Franz Zimmermann
- 1955: Maigret und die nette alte Dame – Regie: Raoul Wolfgang Schnell
- 1955: Neues aus Schilda; Folge: Die gräßlichen Zwillinge – Regie: Raoul Wolfgang Schnell
- 1955: Neues aus Schilda; Folge: Das arbeitslose Arbeitsamt – Regie: Raoul Wolfgang Schnell
- 1955: Neues aus Schilda; Folge: Die Mutter des Camembert – Regie: Raoul Wolfgang Schnell
- 1955: Neues aus Schilda; Folge: Kein Respekt vor Hexen – Regie: Friedhelm Ortmann
- 1955: Kabale und Liebe (nach Friedrich Schiller) – Regie: Heinz-Günter Stamm
- 1955: Ein Ding taucht auf – Regie: Eduard Hermann
- 1955: Rettet den Bäckerlehrling – Regie: Franz Zimmermann
- 1955: Das Lächeln der Ewigkeit – Regie: Friedhelm Ortmann
- 1955: Das schönste Fest der Welt – Regie: Hans Gertberg
- 1955: Der Staatsstreich – Regie: Raoul Wolfgang Schnell
- 1955: Symposion für Psychopathen – Regie: Wolfgang Schwade
- 1955: Atome für Millionen – Regie: Edward Rothe
- 1955: Das Gericht zieht sich zur Beratung zurück; Folge: Wer bekommt Katharina – Regie: Gerd Fricke
- 1955: Der Feind – Regie: Ludwig Cremer
- 1955: Fassaden – Regie: Gustav Burmester
- 1956: Geheimnisvolles Gift (nach Dorothy L. Sayers) (Lord Peter Wimsey) – Regie: Wolfgang Schwade
- 1956: Atalanta oder Die Jagd von Kaldyon – Regie: Otto Kurth
- 1956: Reise in die Gegenwart – Regie: Günter Bommert
- 1956: Streik in Ferrara – Regie: Ludwig Cremer
- 1956: Schnee auf dem Kilimandscharo (nach Ernest Hemingway) – Regie: Heinz-Günter Stamm
- 1956: Story – Regie: Heinz-Günter Stamm
- 1956: Winnetou (nach Karl May) – Regie: Kurt Meister
- 1956: Der Silberstrahl – Regie: Eduard Hermann
- 1956: Der Fuchs – Regie: Heinz-Günter Stamm
- 1956: Die Festung – Regie: Egon Monk
- 1957: Das Lächeln Regie: Roland H. Wiegenstein
- 1957: Die Spieldose – Regie: Cläre Schimmel
- 1957: Die Mutter – Regie: Cläre Schimmel
- 1957: Aus dem Leben David Copperfields (nach Charles Dickens) – Regie: Kurt Meister
- 1957: Unhappy end – Regie: Klaus Stieringer
- 1957: Der Reinfall – Regie: Hermann Pfeiffer
- 1957: Der Mann, der nicht schlafen konnte – Regie: Hans Rosenhauer
- 1957: Ein Gruß von Katharina – Regie: Raoul Wolfgang Schnell
- 1957: Der Ring des Kalifen (von Günter Eich) – Regie: Hans Rosenhauer
- 1957: Omar und Omar (von Günter Eich) – Regie: Hans Rosenhauer
- 1957: Thymian und Drachentod – Regie: Wilhelm Semmelroth
- 1957: Tiefgreifend zerrüttet – Regie: Edward Rothe
- 1957: Eine Gondel in Paris – Regie: Raoul Wolfgang Schnell
- 1958: Ein Fünfmarkstück namens Müller – Regie: Kurt Reiss
- 1958: Die Taube Dankuro – Regie: Kurt Reiss
- 1958: Kesselflickers Hochzeit – Regie: Kurt Reiss
- 1958: Festianus, Märtyrer – Regie: Gustav Burmester
- 1958: Der Mann von Rabinal oder „Der Tod des Gefangenen“ – Regie: Edward Rothe
- 1959: Der Prozess der Jeanne d’Arc zu Rouen 1431 – Regie: Hans Lietzau
- 1959: Malmgreen – Regie: Kurt Hübner
- 1959: Fährten in der Prärie – Regie: Gustav Burmester
- 1959: Mörder aus Gerechtigkeit – Regie: Kurt Reiss
- 1960: Offene Rechnung – Regie: Gert Westphal
- 1960: Wo ist Ruth? – Regie: Gerlach Fiedler
- 1960: Der Privatdetektiv – Regie: Raoul Wolfgang Schnell
- 1960: Das Violoncell – Regie: Raoul Wolfgang Schnell
- 1961: Das Opfer Helena – Regie: Heinz von Cramer
- 1961: Totentanz (von Wolfgang Weyrauch) – Regie: Martin Walser (BR/NDR)
- 1961: Eli – Regie: Heinz von Cramer
- 1962: Die gespaltene Hand – Regie: Heinz-Günter Stamm
- 1962: Michael Kohlhaas (nach Heinrich von Kleist) – Regie: Kraft-Alexander zu Hohenlohe-Oehringen
- 1963: Ein königliches Kind – Regie: Ludwig Cremer
- 1963: Totentanz (nach August Strindberg) – Regie: Heinz Wilhelm Schwarz
- 1963: Gott liebt die Schweizer – Regie: Hans Lietzau
- 1963: Ein Junge wird entführt (von Robert Louis Stevenson) – Regie: Horst Beck
- 1964: Wer kann mir sagen, wer Sheila ist – Regie: Oswald Döpke
- 1964: Der Pikadon – Regie: Otto Düben
- 1964: Solo für Störtebecker – Regie: Raoul Wolfgang Schnell
- 1964: Pamela – Regie: Heinz-Günter Stamm
- 1966: Die Mücken – Regie: Heinz Wilhelm Schwarz
- 1966: Die ganze Wahrheit und nichts als die Wahrheit – Regie: Heinz-Günter Stamm
- 1966: Midas der schimmernden Berge (nach Carl Zuckmayer) – Regie: Heinz-Günter Stamm
- 1967: Tod und Leben auf Severinisch (Pernambukanisches Weihnachtsspiel) – Regie: Heinz von Cramer
- 1968: Parmenion – Regie: Günther Sauer
- 1968: Bericht über die Pest in London, erstattet von Bürgern der Stadt, die im Jahre 1665, zwischen Mai und November, daran zugrunde gingen – Regie: Heinz von Cramer
- 1968: In Vertretung – Regie: Hans Gerd Krogmann
- 1969: Die Gefangenschaft des Obatalla – Regie: Günther Sauer
- 1969: Der Tod des Ministers – Regie: Hans Rosenhauer
- 1975: Cécile (nach Theodor Fontane) – Regie: Hermann Wenninger
- 1981: Die Versuchung des Heiligen Antonius – Regie: Arthus Caspari
- 1983: Monodialog / Hyperhypothesen Regie: Raoul Wolfgang Schnell
- 1985: Friedliche Automaten – Regie: Karin Bellingkrodt und Ingomar von Kieseritzky
- 1986: Der Name der Rose (nach Umberto Eco) – Regie: Otto Düben

## Sonstige Medien
- in der CD-Reihe 100 Jahre Kabarett (Bear Family Records) ist Richard Münch auf CD 9 Dazwischengefunktes – Kabarett in den Medien zu hören.